# Cargopomp
De cargopompen aan boord van een gastanker dienen aan speciale voorwaarden te voldoen omwille van de speciale ladingen (zoals lng en lpg) die ze moeten kunnen pompen. Deze pompen zijn op enkele uitzonderingen na, bijvoorbeeld de eductor, aangedreven door een elektromotor.

## Automatische controle en bescherming
Om de veiligheid van het schip en de bemanning te garanderen zijn een aantal automatische stops verbonden met de pompen. Hier een overzicht:
- De pomp zal automatisch stoppen indien de tankdruk te laag wordt, zo wordt een implosie van de tank tegengegaan.
- De pomp zal automatisch stoppen als de ampèremeter van de elektromotor van de pomp een te hoge stroom meet, dit kan gebeuren als bijvoorbeeld de druk aan de ingang van de pomp te hoog is en de druk aan de uitgang te laag. Door deze beveiliging wordt voorkomen dat de elektromotor doorbrandt.
- De pomp stopt automatisch als het niveau van het vloeibaar gemaakte gas in de tank te hoog wordt, zo wordt voorkomen dat de tank overvol raakt.
- De pomp zal automatisch stoppen indien het debiet dat ze pompt niet groot genoeg is, aangezien veel pompen worden gekoeld en gesmeerd door de vloeistof die ze verpompen kunnen ze bij een te klein debiet ernstige schade oplopen.
- ESD (Emergency Shut Down): deze beveiliging kan worden geactiveerd door een aantal automatische systemen, indien deze beveiliging wordt geactiveerd zullen alle cargopompen automatisch stoppen en zullen ook bepaalde kleppen automatisch gesloten worden. Deze beveiliging kan op verschillende locaties op het schip en aan de wal ook manueel worden geactiveerd.

## Bescherming tegen ijsvorming
Omdat cargopompen aan boord van een gastanker dikwijls zeer koude vloeistoffen moeten verpompen (tot -163°C) bestaat er steeds een gevaar voor ijsvorming op: assen, afdichtingen, etc. Om de vorming van ijs tegen te gaan worden er algemeen twee maatregelen genomen:
- Methanol wordt geïnjecteerd in de gevoelige onderdelen, omdat methanol een smeltpunt heeft dat lager ligt dan de vervoerde gassen is vorming van ijs niet mogelijk.
- Tijdens koel- en laadoperaties van de tank worden de pompen niet gebruikt, de pompen worden dan wel manueel gedraaid, zodat deze niet vast komen te zitten door ijsvorming.

## Soorten pompen

### Deepwell-pomp
Een deepwell -pomp bestaat uit 3 impellers die in serie zijn geplaatst beneden in de tank, en lange as die naar een elektromotor leidt aan dek, de lading wordt via deze as naar dek en uiteindelijk de waltank gepompt. Bij dit soort pompen worden de as en de motor gekoeld en gesmeerd door de lading, er is dus steeds debiet nodig.
Omdat de elektromotor aan dek staat loopt de as van de pomp door een gat in het dek, de afdichting van dit gat is complex vanwege de draaiende as en geschiedt door hydraulische olie. De olie wordt steeds op dezelfde druk als de tank gehouden, zodat bij eventuele lekken de olie in de tank lekt en niet de cargo in de olie lekt, dit laatste geval zou namelijk een potentieel ontploffingsgevaar opleveren.

### Dompelpomp
Bij een dompelpomp staan zowel de impellers als de elektromotor onderaan de tank, ook deze pomp wordt gekoeld en gesmeerd met de lading en dus is ook hier steeds een minimaal debiet nodig.
Dit soort pomp wordt veelal gebruikt op grotere schepen waar de tankhoogte te groot is om deze met een as te overbruggen.

### Boosterpomp
Dit soort pomp staat aan dek en wordt in serie gebruikt met de cargopompen om zo een hogere druk in de losleiding te verkrijgen. Men gebruikt deze pompen indien de tankdruk gelijk is aan de omgevingsdruk en men moet lossen in een waltank waarvan de druk veel hoger ligt. Indien de lading aan boord kouder is dan de temperatuur van de waltank waar in moet worden gelost worden booster pompen gebruikt in combinatie met cargo verwarmers.

### Waterstraalpomp
Als drijfvloeistof gebruikt men vloeistof die door een andere cargopomp uit een andere tank wordt gepompt. De waterstraalpomp wordt meestal gebruikt om een cargo tank te strippen of vloeistof uit een hold space te pompen, maar kan in geval van nood ook gebruikt worden als lospomp.